# What It Is (Block Boy)
What It Is (Block Boy) è un singolo della rapper statunitense Doechii, pubblicato il 17 marzo 2023. Il brano vede la partecipazione del rapper statunitense Kodak Black. 
Contestualmente alla versione in collaborazione con Kodak Black è stata pubblicata anche una versione solista. Nonostante un successo commerciale moderato, il brano è diventato il primo della rapper a fare ingresso nella classifica singoli statunitense, la Billboard Hot 100, raggiungendo la 29ª posizione.

## Descrizione
What It Is (Block Boy) è una canzone sulle tonalità del do diesis minore e con una frequenza di 88-92 battiti per minuto, che contiene campionamenti del singolo del 1999 No Scrubs delle TLC e del brano del 2004 Some Cut del gruppo hip hop statunitense Trillville.
Riguardo al brano, la rapper ha dichiarato:
Nel ritornello, Doechii riprende l'hook melodico di Some Cut riadattandolo però in una versione femminile. La rapper infatti lo ha reso con: What it is, hoe? / What's up? / Every good girl needs a little thug / Every block boy needs a little love / If you put it down, I'ma pick it up.  Come artista femminile, Doechii sovverte la prospettiva originaria del trio hip hop maschile, dando vita a un dialogo tra la "hoe" e il "block boy". 
Sul campionamento di No Scrubs racconta la sua attrazione per i "block boy", esaltandone la credibilità di strada e immaginandoli come partner ideali. Il verso di Kodak Black, invece, rappresenta il punto di vista dell'uomo che Doechii sta cercando, esprimendo le sue esigenze all'interno della relazione.

## Tracce
Versions EP
1. What It Is (Block Boy) (feat. Kodak Black) – 3:43
2. What It Is (Block Boy) (solo version) – 3:09
3. What It Is (Block Boy) (solo version; sped up) – 2:44
4. What It Is (Block Boy) (solo version; slowed down) – 3:29
5. What It Is (Block Boy) (feat. Kodak Black) (sped up) – 3:13
6. What It Is (Block Boy) (feat. Kodak Black) (slowed down) – 4:10

## Video musicale
Un video di accompagnamento per What It Is (Block Boy) è stato caricato su YouTube contestualmente alla pubblicazione del brano, ed è stato diretto da Omar Jones. Nel video viene mostrata Doechii ballare e sfilare con indosso dei chaps, mentre Kodak Black interpreta il suo interesse amoroso.

## Accoglienza
Aron A. di HotNewHipHop ha scritto una recensione positiva del brano, scrivendo che "il ritornello zuccheroso di Doechii e i suoi versi sensuali impostano il tono con testi irresistibili" e, riguardo alla performance di Kodak Black, ha aggiunto: "Anche se l'accoppiata è inaspettata, Yak continua a dimostrare che, al di là delle sue controversie, il suo talento è innegabile, anche se i suoi tentativi di raggiungere i livelli di Billboard di Drake sembrano piuttosto irrealistici".
D-Money di SoulBounce, pur elogiando la canzone, ha espresso un parere negativo sulla partecipazione di Kodak Black, scrivendo: "Kodak Black entra in scena per rappresentare il 'block boy', anche se la sua aggiunta non era del tutto necessaria. L'energia del brano subisce un calo con il suo arrivo e la sua incapacità di seguire davvero il ritmo. Fortunatamente, esiste una versione solista senza di lui che appesantisca il pezzo".
Bianca Betancourt di Harper's Bazaar ha affermato: "Sebbene i campionamenti siano riconoscibili, non sono eseguiti in modo pigro, e sebbene i testi siano memorabili, non risultano banali".

## Classifiche

### Classifiche settimanali
| Classifica (2023–2024) | Posizione massima |
| ---------------------- | ----------------- |
| Australia              | 100               |
| Canada                 | 31                |
| Filippine              | 7                 |
| Indonesia              | 18                |
| Irlanda                | 95                |
| Malaysia               | 10                |
| Nuova Zelanda          | 13                |
| Singapore              | 54                |
| Regno Unito            | 63                |
| Stati Uniti            | 29                |
| Vietnam                | 58                |

### Classifiche di fine anno
| Classifica (2023) | Posizione |
| ----------------- | --------- |
| Canada            | 82        |
| Stati Uniti       | 76        |

## Date di pubblicazione
| Paese       | Data           | Formato                      | Versione           | Nota   |
| ----------- | -------------- | ---------------------------- | ------------------ | ------ |
| Mondo       | 17 marzo 2023  | Download digitale, streaming | Versione featuring | [ 7 ]  |
| Mondo       | 17 marzo 2023  | Download digitale, streaming | Versions EP        | [ 7 ]  |
| Mondo       | 8 giugno 2023  | Download digitale, streaming | Versione solista   | [ 26 ] |
| Stati Uniti | 11 luglio 2023 | Contemporary hit radio       | Versione featuring | [ 27 ] |